# Trinciatrice
La trinciatrice, (detta anche trinciaerba, trinciasarmenti o trinciastocchi a seconda del vegetale su cui deve lavorare) è una macchina agricola trasportata e messa in movimento da un trattore. Viene usata per abbattere e triturare residui vegetali (erba incolta, residui di coltivazione) emergenti dal suolo o ivi deposti, che abbiano dimensioni sufficientemente contenute, in modo tale da favorirne la decomposizione. In taluni casi la trinciatura così eseguita, se eseguita grossolanamente, può essere finalizzata invece alla successiva agevole raccolta del residuo vegetale, spesso previa imballatura.

## Generalità

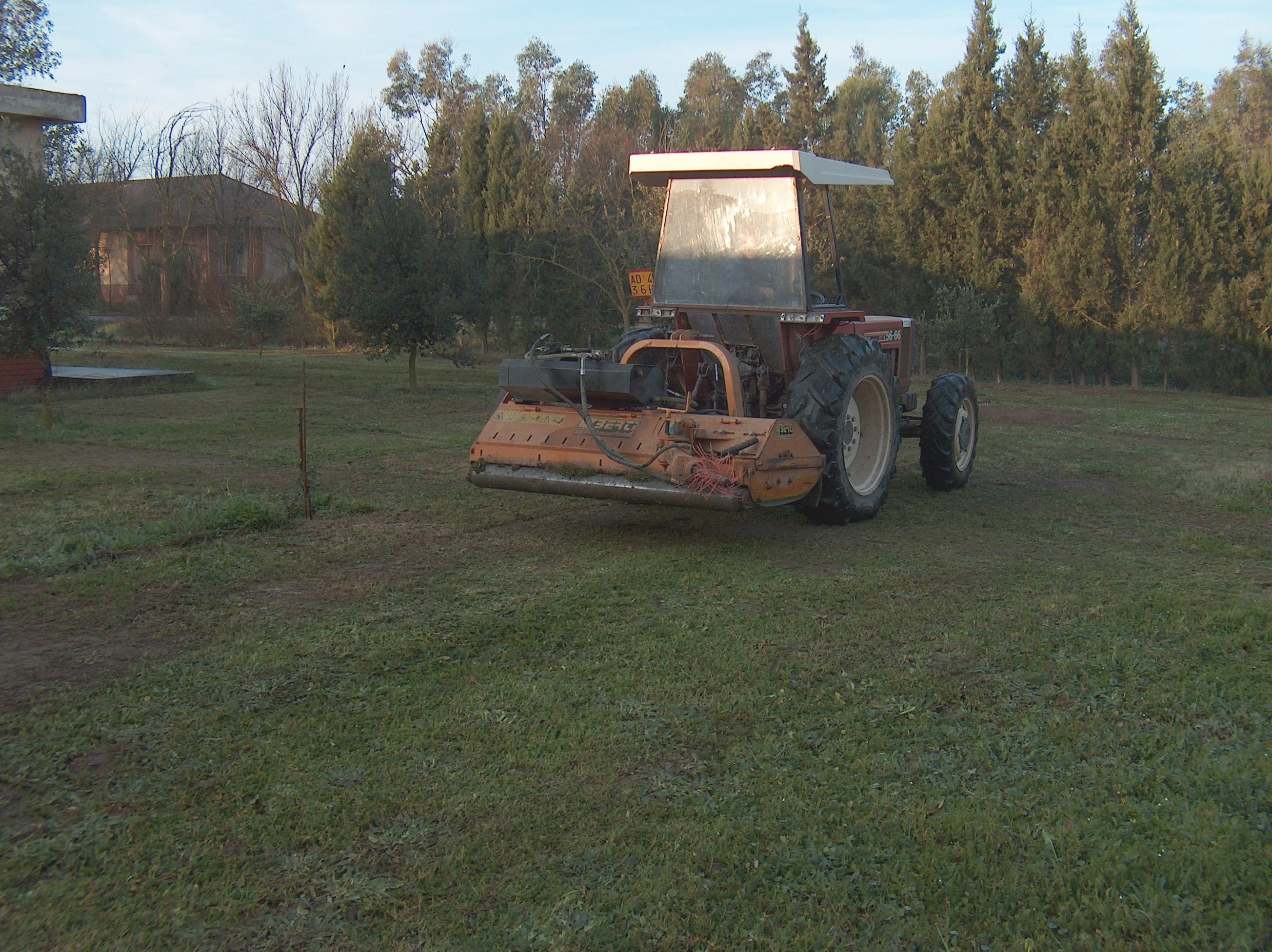
Trinciatrice trainata da un trattore

Questa macchina operatrice agricola non va confusa con la trinciacaricatrice che esegue un'operazione in parte simile ma destinata alla produzione di un insilato quasi sempre a fini di alimentazione zootecnica, in cui la trinciatura non avviene a terra ma, in modo più accurato, all'interno di un apposito dispositivo dopo che l'elemento vegetale desiderato è stato mietuto oppure staccato dalla sua pianta, oppure raccolto dal suolo.
Le trinciatrici, la cui larghezza di lavoro può andare da poco più di mezzo metro a quasi dieci metri, trovano svariate applicazioni in agricoltura, in campo aperto, frutteto e vigneto e nelle manutenzione delle banchine stradali: esse vengono usate nella tosatura dei prati, nel controllo delle erbe all'interno dei frutteti, sui bordi delle strade, in campi da golf, oppure per macinare i residui di potatura nei frutteti, o residui colturali di mais, girasole, pomodori e simili rimasti al suolo dopo il raccolto.
Cuore dell'attrezzo è un rotore di tipo orizzontale su cui sono disposti i coltelli, di diverse tipologie (a mazze, a "V" o altre) in funzione del materiale che deve essere triturato (stocchi, sarmenti, erba...). Una classificazione generica consiste nel differenziare la diverse trinciatrici a seconda della loro alimentazione:
- presa di forza del trattore: questo è il modello più usato e consiste nell'usare la presa di forza (a 540 o 1000 giri) di una trattrice, collegata con un attacco a tre punti.
- motore idraulico indipendente: in questo caso la trinciatrice è alimentata da un motore idraulico indipendente collegato direttamente al rotore della trinciatrice stessa.
- motore a benzina indipendente: questo modello è di solito montato su trinciatrici carrellate , con ruote pivottanti collegati ad un qualsiasi mezzo tramite un gancio traino.

Le trinciatrici hanno un peso che varia da 100 a 1500 kg e possono essere portate anteriormente e posteriormente, combinate (anteriore e posteriore contemporaneamente collegate al trattore) o sbracciate. L'Italia è il principale produttore mondiale di trinciatrici. Le regioni più attive nella produzione di tali macchine sono il Veneto, l'Emilia-Romagna e la Lombardia.

### Trinciatrice fissa
Il modello fisso ha la caratteristica di avere l'attacco a tre punti fisso e usualmente sono montate per coprire interamente o parzialmente lo spazio tra le due ruote posteriori di una trattrice.

### Trinciatrice con spostamento
Questo rappresenta un primo grado di flessibilità di un trinciatrice: lo spostamento che può essere idraulico o manuale permette di spostare lateralmente la scocca della macchina, mantenendo l'attacco a tre punti stabile dietro al trattore. Questa caratteristica è di solito presente per lavori dove è richiesto lo spostamento a tratti della macchina, come un viale di alberi dove la macchina deve uscire e rientrare di continuo dalla traiettoria del trattore.

### Trinciatrice per argini

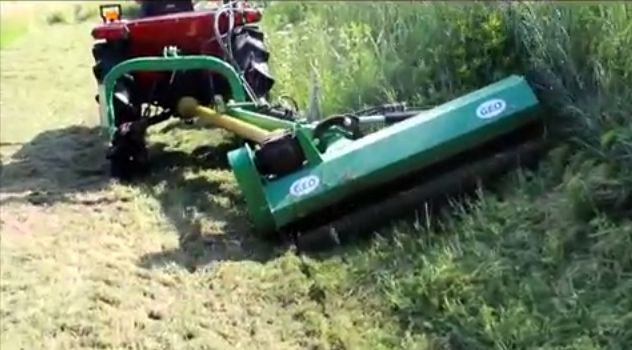
Trinciatrice laterale per argini e fossi, con spostamento orizzontale e verticale

Questo modello rappresenta il terzo grado di flessibilità di una trinciatrice: non solo il movimento è laterale ma anche verticale. A differenza di una trinciatrice con spostamento, quelle per argini non possono avere la traslazione manuale che è invece completamente idraulica. Questi modelli sono generalmente molto complessi e richiedono spesso l'uso di sistemi di sicurezza molto sofisticati. Il lavoro ideale di una tale trinciatrice è il taglio di siepi verticali o di fossi dove è richiesto che la trincia lavori esterna al trattore.